# Kateb Yacine
Kateb Yacine (Constantina, Algèria, oficialment el 6 d'agost de 1929 però probablement quatre dies abans: el 2 d'agost - Grenoble, França, 28 d'octubre de 1989) va ser un escriptor algerià en francès, d'origen amazic.

## Biografia
Procedent d'una família de lletrats, va haver de conciliar la seva educació en la cultura francesa i les seves conviccions de militant nacionalista, que el van fer conèixer la presó a l'edat de setze anys per la seva participació en les manifestacions per la independència d'Algèria el 1945. Aquest mateix any s'inicià en el periodisme, amb les seves col·laboracions en Alger-Républicain, i els seus textos literaris començaren d'aparèixer en diverses revistes, entre les quals Les Lettres françaises, Mercure de France, Esprit, Combat, etc. A la mort del seu pare, el 1950, començà un llarg exili: a França, intentà diversos oficis manuals, sense gaire sort. El 1954, la revista Esprit publicà la seva primera obra de teatre, Le Cadavre encerclé, que el 1958 es representà a Tunis, i després, clandestinament, a Brussel·les i a París. Però l'obra que el consagrà a França va ser la novel·la Nedjma (1956), narració no lineal amb quatre personatges narradors, que escapa a tota preceptiva clàssica i en què el nom de la dona estimada acaba simbolitzant també Algèria i la seva lluita per la independència. Les peces teatrals de Le Cercle des représailles (1959), inspirades també en el drama del poble algerià, l'universalitzen fins a expressar la tragèdia que comporta tota alienació. Proclamada la independència d'Algèria el 1962, reprengué les seves col·laboracions en Alger-Républicain, llançà el suplement satíric Le Chameau prolétaire, i les seves obres teatrals es representaren en diversos teatres francesos. Després d'una estada al Vietnam del Nord, el 1971 tornà a Algèria i durant uns anys deixà d'usar el francès i es dedicà a escriure un repertori de peces teatrals en àrab dialectal per a la companyia Acció Cultural dels Treballadors, d'Alger; el 1975 se'n representaren algunes a París, en el festival de tardor, i el mateix any Kateb va fer una gira per la República Federal d'Alemanya per als emigrants algerians. El 1978 acceptà la direcció del Théâtre Régional de Sidi Bel-Abbés, i el 1987 el ministeri de Cultura francès li concedí el Grand Prix National des Lettres. El 1988, amb motiu de la celebració del bicentenari de la Revolució francesa, es representà al Festival d'Avinyó la seva obra en francès Le Bourgeois sans culotte ou Le Spectre du parc Monceau. Poc després es representà a Nova York La Poudre d'intelligence en versió anglesa. En paraules d'un altre escriptor algerià, Tahar Djaout, «Kateb Yacine es convertí en un emblema que desborda el camp literari per a impregnar tota la cultura, tota la societat algeriana».

## Obres

### Poesia
- Soliloques, 1946
- Nedjma ou le Poème ou le Couteau, 1948

### Novel·la
- Nedjma, 1956
- Le Polygone étoilé, 1966

### Teatre
- Le Cercle des représailles (conté Le Cadavre encerclé, La Poudre d'intelligence, Les ancêtres redoublent de férocité i Le Vautour), 1959
- La femme sauvage, 1963
- L'homme aux sandales de caoutchouc, 1970
- Mohamed prends ta valise (en àrab dialectal), 1971
- La Voix des femmes (en àrab dialectal), 1972
- La Guerre de deux mille ans (en àrab dialectal), 1974
- Le Roi de l'Ouest (en àrab dialectal), 1975
- Palestine trahie (en àrab dialectal), 1977
- Le Bourgeois sans culotte ou Le Spectre du parc Monceau, 1988